# Frederick Hamilton Davey
Frederick Hamilton Davey (10 de septiembre de 1868 - 23 de septiembre de 1915) fue un botánico amateur inglés, que dedicó la mayor parte de su tiempo libre al estudio de la flora de Cornualles. Nació en Ponsanooth, Kennall Vale, Cornualles, de una gran familia de escasos recursos, dejó la escuela a los once años para trabajar en el Molino de Harina Kennall. Animado por su padre y el vicario local, Davey llevó al estudio de la Historia natural como su recreación principal. De una constitución débil, sufría ataques sucesivos por su mala salud, pero utilizaba su convalecencia para continuar sus estudios.
En 1891, a los 23, presentó su primer documento a la Cornwall Polytechnic Society, seguido de varios más, lo que le valió varias medallas en reconocimiento a su proceder. En 1899, se reunió con el ornitólogo y recolector botánico Allan O. Hume, C.B., fundador del South London Botanical Institute, que lo acompañó en sus giras por Devon y Cornualles. Eso fue claramente un acontecimiento transcendental, que dio lugar a que Davey comenzara su mayor opus: Flora of Cornwall, haciéndolo famoso.
En 1900, Davey empezó a entrenar como químico y ensayista en el Redruth School of Mines, y dos años más tarde sucedió a su padre como Jefe de Obra de la fábrica de la Cornwall Arsenic Co. en Bissoe, habiendo actuado como asistente de su padre durante varios años.
Varios años más tarde, su salud vuelve a deteriorarse. En 1911, sufrió un infarto agudo de miocardio, seguido por una trombosis cerebral que lo incapacitó de hablar por el resto de su vida. Falleció el 23 de septiembre de 1915, y su cuerpo fue sepultado en el "Cementerio de Wesleyan", en Ponsanooth. Nunca se casó.

## Flora of Cornwall (Flora de Cornualles)
La flora normal de Cornwall fue estudiada por F.H. Davey en Flora of Cornwall (1909). Davey fue asistido por Allan O. Hume; y le agradeció a Hume, por su acompañamiento en excursiones a Cornwall y a Devon, y por su ayuda en la compilación de esa Flora, cuya publicación fue financiada por él. Davey llevó cuenta de todos los informes de las plantas de Cornish, desde 1576; y dividió al condado en ocho distritos. Su Flora fue una tarea formidable, con poco tiempo disponible, sin biblioteca ni herbarios accesibles, y sin obras existentes para consultar. Sin embargo, con la ayuda de bandas de voluntarios reclutados a través de las oficinas de la Royal Institution of Cornwall; y con una carta a un periódico local, completó esa Flora. Compuesto de 600 páginas, el texto fue publicado en 1909 por Chegwidden, Penryn, financiado enteramente por Hume.
Las islas Sorlingas fueron cubiertas en esta Flora, pero no totalmente: hubo una buena "Flora of Scilly", por Job E. Lousley (1907-1976). Y Thurston y Vigurs publicaron un suplemento de la flora en 1922. Y en 1981 Leonard J. Margetts y R. W. David publican A Review of the Cornish Flora. 1980 Pool: Instituto de Estudios de Cornish ISBN 0 903686 34 1, proporcionando información sobre otros sesenta años de estudio.

## Algunas publicaciones

### Libros
- 1902. A Tentative List of the Flowering Plants, Ferns, etc., known to occur in the county of Cornwall, including the Scilly Isles. Ed. F. Chegwidden. 276 pp.
- 1922. Flora of Cornwall being an account of the flowering plants and ferns found in the county of Cornwall including the Scilly Isles: Suppl

## Honores
- 1902: electo miembro de la Sociedad linneana de Londres[2]

### Epónimos
Del olmo de Cornish: Ulmus minor subsp. angustifolia, el cultivar híbrido 'Daveyi' fue nombrado en su honor por Augustine Henry (1857 — 1930).
- La abreviatura «Davey» se emplea para indicar a Frederick Hamilton Davey como autoridad en la descripción y clasificación científica de los vegetales.[3]